# Arthur Cissé
Arthur Cissé (29 december 1996) is een Ivoriaans sprinter, die gespecialiseerd is in de 100 m. Hij nam eenmaal deel aan de Olympische Zomerspelen.

## Biografie
Cissé nam aanvankelijk vooral deel aan Afrikaanse events. Samen met zijn landgenoten was hij zo de snelste in de 4x100 meter op de Afrikaanse Spelen in 2015 en de Jeux de la Francophonie in 2017. Zowel op de WK indoor van 2018 en de WK van 2019 sneuvelde Cissé in de halve finales op respectievelijk de 60 meter en de 100 meter. Op de Afrikaanse Spelen van 2019 behaalde Cissé de zilveren medaille op de 100 meter, achter de Nigeriaan Raymond Ekevwo. 
In 2021 kon Cissé zich kwalificeren voor de Olympische Zomerspelen van Tokio. Met een tijd van 10,15 s kon hij zich plaatsen voor de halve finale van de 100 meter. In deze halve finale eindigde hij 7e, niet voldoende om zich te plaatsen voor de finale.

## Titels
- Winnaar Afrikaanse Spelen 4x100 m - 2015
- Winnaar Jeux de la Francophonie 4x100 m - 2015

## Persoonlijke records
Outdoor
| Onderdeel | Prestatie | Datum             | Plaats     |
| --------- | --------- | ----------------- | ---------- |
| 100 m     | 9,93 s    | 24 juli 2019      | Leverkusen |
| 200 m     | 20,23 s   | 25 september 2020 | Doha       |

Indoor
| Onderdeel | Prestatie | Datum           | Plaats  |
| --------- | --------- | --------------- | ------- |
| 60 m      | 6,53 s    | 1 februari 2019 | Berlijn |

## Palmares

### 60 m
- 2018: 3e in ½ fin. WK indoor - 6,44

### 100 m
- 2014: 7e in ½ fin. Afrikaanse kampioenschappen - 10,86 s
- 2015: 8e in ½ fin. Afrikaanse Spelen - 10,55 s
- 2016: 6e in ½ fin. Afrikaanse kampioenschappen - 10,49 s
- 2017:  Jeux de la Francophonie - 10,34 s
- 2018:  Afrikaanse kampioenschappen - 10,33 s
- 2019: 8e in ½ fin. WK - 10,34 s
- 2019:  Afrikaanse Spelen - 9,97 s
- 2021: 6e in ½ fin. OS - 10,12 s

Diamond League-podiumplaatsen
- 2020:  Golden Gala - 10,04 s

### 200 m
- 2017:  Jeux de la Francophonie - 20,93 s

Diamond League-podiumplaatsen
- 2020:  Doha Diamond League - 20,33 s

### 4x100 m
- 2015:  Afrikaanse Spelen - 38,93 s
- 2016:  Afrikaanse kampioenschappen - 38,98 s
- 2017:  Jeux de la Francophonie - 39,39 s
- 2018:  Afrikaanse kampioenschappen - 38,92 s